# 性病の恐怖
性病の恐怖（せいびょうのきょうふ 原題:Eva und der Frauenarzt　仏語：Les Dengers Dn Desir ）は1959年とあるが、実際は1951製作のドイツ映画である。日本公開は1966年3月29日。

## 概説
日本では大蔵映画で配給された啓蒙映画であり、性科学映画ブームの少し前に公開された。現在では入手はもちろん視聴困難な作品である。

## スタッフ・出演者
- 監督：エーリッヒ・コブラー
- 撮影：ジョゼフ・キッテル
- アルブレヒト・シェーンハルス